# Luana Patten
Luana Patten (6 de julio de 1938 – 1 de mayo de 1996) fue una actriz estadounidense.

## Resumen biográfico
Nacida en Long Beach, California, Patten debutó en el cine con la adaptación de la obra de Joel Chandler Harris Canción del sur, junto a Bobby Driscoll. Con Driscoll también participó en un film que, al igual que Canción del sur, combinaba animación con actores reales, Dentro de mi corazón. Igualmente con Driscoll, rodó Pecos Bill, una de las partes en las que se dividía la película de Walt Disney Pictures Tiempo de melodía. Otras de sus actuaciones fueron las que hizo como Priscilla Lapham en el film de Disney de 1957 Johnny Tremain, en el western "Sediento de justicia" de 1957, como Libby Halstead en el melodrama de Vincente Minnelli Con él llegó el escándalo (1960), y la que llevó a cabo en Las aventuras de Bongo, Mickey y las judías mágicas.
Luana Patten se retiró del cine en la década de 1960, y falleció en 1996 en Long Beach, California, a causa de una insuficiencia respiratoria. Tenía 57 años de edad. Fue enterrada en el Cementerio Forest Lawn de Long Beach.